# 포콤치어
포콤치어(Poqomchiʼ)는 과테말라의 포콤치족이 사용하는 마야어족 언어이다. 포코맘어와 가까운 관계이다. 크게 동부와 서부 방언이 있으며 2000년 기준으로 약 9만 명이 사용한다. 주로 바하베라파스주의 푸룰라와 알타베라파스주의 산타크루스베라파스, 산크리스토발베라파스, 탁틱, 타마우, 투쿠루 지역에서 쓰인다. 또 알타베라파스주와 접한 키체주의 치카만에서도 쓰인다.

## 분포
포코맘어는 알타베라파스주, 바하베라파스주, 키체주의 다음 지역에서 쓰인다.
- 알타베라파스주
  - 판소스(Panzós)
  - 라틴타(La Tinta)
  - 투쿠루(Tucurú)
  - 타마우(Tamahú)
  - 탁틱(Tactic)
  - 산타크루스베라파스(Santa Cruz Verapaz)
  - 산크리스토발베라파스(San Cristóbal Verapaz)
- 키체주
  - 치카만(Chicamán)
- 바하베라파스주
  - 푸룰라(Purulhá)

## 음운론

### 자음
|        |          | 양순음 | 치음 | 치경음 | 후치경음 | 경구개음 | 연구개음 | 구개수음 | 성문음 |
| ------ | -------- | ------ | ---- | ------ | -------- | -------- | -------- | -------- | ------ |
| 파열음 | 무성     | p      | t    |        |          |          | k        | q        | ʔ      |
| 파열음 | 방출     | pʼ     | tʼ   |        |          |          | kʼ       | qʼ       |        |
| 파열음 | 내파     | ɓ      |      |        |          |          |          |          |        |
| 마찰음 | 마찰음   |        |      | s      | ʃ        |          |          | χ        | h      |
| 파찰음 | 무성     |        |      | ts     | tʃ       |          |          |          |        |
| 파찰음 | 방출     |        |      | tsʼ    | tʃʼ      |          |          |          |        |
| 비음   | 비음     | m      |      | n      |          |          |          |          |        |
| 전동음 | 전동음   |        |      | r      |          |          |          |          |        |
| 접근음 | 기본     |        |      | l      |          | j        | w        |          |        |
| 접근음 | 성문음화 |        |      |        |          |          | (wʼ)     |          |        |

- 서부 방언에는 /ɓ/가 없고 대신 성문음화된 /wʼ/가 있다. /wʼ/는 변이음 [mʼ]로 실현되기도 한다.
- /pʼ/는 주로 서부 방언들에 존재한다.
- /r/는 어중에서 탄음 [ɾ]이 될 수 있다.
- /l/은 성문음화된 음 뒤에서 무성 마찰음 [ɬ]가 된다.

### 모음
|        | 전설 | 후설 |
| ------ | ---- | ---- |
| 고모음 | i iː | u uː |
| 중모음 | e eː | o oː |
| 저모음 | a aː | a aː |

- /i/, /a o/는 짧은 이음 [ɪ], [ə]로 실현되기도 한다.

## 참고 문헌
Spanne, Joan (2009년 2월 19일). “ISO 639-3 Change Requests Series 2008: Summary of Outcomes” (PDF). SIL International. 2009년 3월 9일에 확인함.
Mariscal, David (2015). “Mayan-poqomchi´ identity in its spiritual and religious manifestations”. Revista De Estudios Sociales.
Mariscal, David (2014). “Ethnic Relations between the Q́eqchí and Poqomchí of Guatemala: Preservation, Transculturation and Mutual Influence”. Procedia - Social And Behavioral Sciences.
Mó Isém, Romelia (2007). “Rutoxl qʼorik pan Poqomchiʼ Derivación de palabras Poqomchiʼ”. Guatemala: Cholsamaj.
Mora‐Marín, D. F. (2003). “Historical Reconstruction of Mayan Applicative and Antidative Constructions”. International Journal of American Linguistics. doi:10.1086/379684.
Wichmann, S.; Brown, C. H. (2003). “Contact among Some Mayan Languages: Inferences from Loanwords”. Anthropological Linguistics. JSTOR 30028873.